# Hướng về Hà Nội
"Hướng về Hà Nội" là một ca khúc trữ tình của nhạc sĩ Hoàng Dương, được sáng tác vào những năm 1950, lấy bối cảnh Thủ đô Hà Nội với nguồn cảm hứng từ chính mối tình của tác giả với một cô gái. Sự kiểm duyệt của chính quyền Việt Nam Dân chủ Cộng hòa cấm lưu hành tác phẩm trong nhiều năm mãi cho đến cuối thế kỷ 20.

## Bối cảnh
| “              | Tôi viết bài này chỉ có trong một đêm, tất cả nỗi nhớ nó vò xé trong tâm trạng mình, tích tụ trong hai giai đoạn xa Hà Nội, cô đọng trong những bài ca. | ” |
| — Hoàng Dương. | |   |

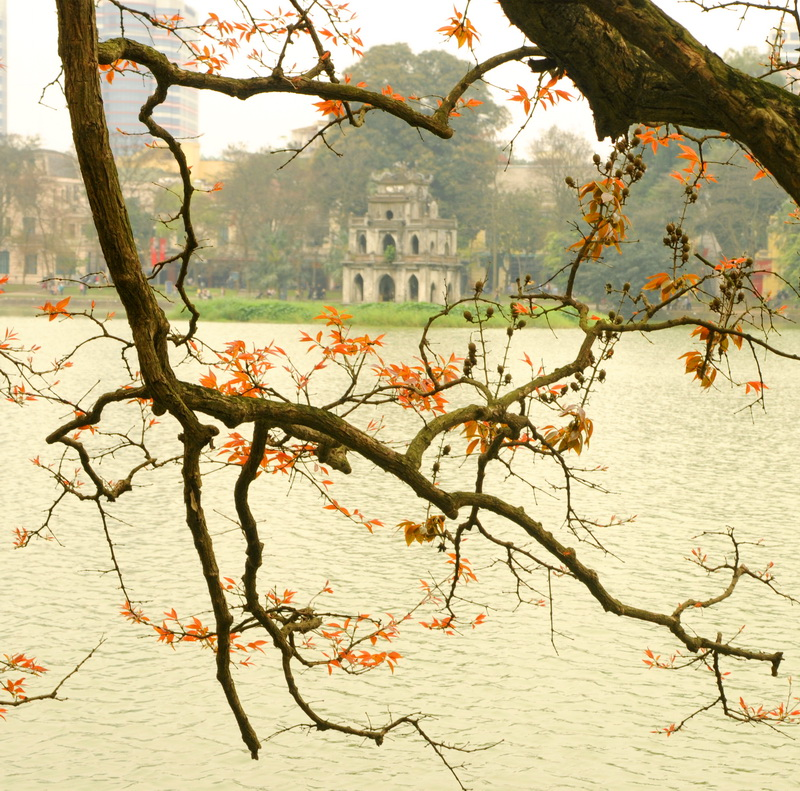
Một góc Hồ Gươm, Hà Nội

Bài hát "Hướng về Hà Nội" được nhạc sĩ Hoàng Dương sáng tác vào giai đoạn 1953–1954. Năm 14, 15 tuổi, Hoàng Dương – một học viên trong Đoàn Tuyên truyền văn nghệ Thiếu sinh quân Hà Nội rời thành phố và đi tản cư ở vùng nông thôn. Nhiệm vụ của ông cùng đồng đội là khi bộ đội Việt Minh rút khỏi thành phố thì sẽ ra phục vụ văn nghệ. Sau Hiệp định Geneve 1954, ông được giao nhiệm vụ vận động văn nghệ sĩ trí thức, thuyết phục họ không di cư vào miền Nam theo lời kêu gọi của Quốc gia Việt Nam. Trong một lần thực hiện nhiệm vụ bí mật, ông bị phát hiện và truy lùng nên phải trốn ra ngoại thành. Tại đó, ông quen một người phụ nữ. Mỗi buổi chiều, hai người dẫn nhau lên Hồ Tây, Hồ Trúc Bạch ngồi ngắm cảnh. Tuy nhiên, một thời gian sau, ông mất liên lạc với người bạn gái cũ. Sau nhiều năm mất liên lạc, Hoàng Dương từng nhiều lần vào Nam đi tìm người bạn gái này nhưng không có kết quả. Đến lúc lập gia đình, ông phóng tác ảnh người bạn gái đó treo trong nhà, vợ ông biết chuyện nhưng không hề có bất kỳ phản ứng nào. Nỗi niềm nhớ nhung cộng với tình cảm với Hà Nội thôi thúc vị nhạc sĩ sáng tác ra bài hát "Hướng về Hà Nội".
Sau khi ra đời, "Hướng về Hà Nội" được Nhà xuất bản Tinh Hoa ấn hành với lời đề từ chính tác giả Hoàng Dương. Tuy nhiên, bài hát sau đó bị chính quyền Việt Nam Dân chủ Cộng hòa cấm không cho phổ biến rộng rãi vì lý do "mang tính chất tiểu tư sản". Mãi đến những năm cuối thế kỷ 20, ca khúc này mới được chính quyền Cộng hòa Xã hội chủ nghĩa Việt Nam tái nhìn nhận và cho phép lưu hành. Năm 1994, trong chương trình "Nửa thế kỷ bài hát Việt Nam" do Hội Nhạc sĩ Việt Nam tổ chức tại Nhà hát Lớn Hà Nội, "Hướng về Hà Nội" được ca sĩ Thu Hà chọn để biểu diễn, đưa tác phẩm gần hơn với công chúng sau thời gian dài cấm đoán.

## Đánh giá
Trong số các ca khúc viết về Hà Nội, "Hướng về Hà Nội" được đánh giá là ca khúc trữ tình vào loại bậc nhất. NSND Quang Thọ nhận xét: "Đối với tôi, bài hát 'Hướng về Hà Nội' của nhạc sĩ Hoàng Dương là một kiệt tác về thanh nhạc. Đó là sự kết hợp nhuần nhị của tính trữ tình, của tình cảm hướng về quê hương, với khúc thức, bố cục chuyên nghiệp, chặt chẽ của thanh nhạc, khí nhạc". Đồng tình với ý kiến trên, nhạc sĩ Nguyễn Quang Long khẳng định: "Đây là một ca khúc có tính khí nhạc. Những giai điệu dành cho giọng hát tựa như giai điệu viết cho tiếng đàn violoncell". NSƯT Thanh Tú cho rằng "âm sắc và giai điệu của ca khúc đã nói lên Hà Nội một cách đúng nghĩa. Không cần một con phố, một con đường hay địa danh cụ thể, sáng tác của Hoàng Dương vẫn mang hồn cốt Tràng An". Viết cho hãng thông tấn VnExpress, ca sĩ Ánh Tuyết bình luận: "Bài hát ['Hướng về Hà Nội'] là sự kết hợp tuyệt vời giữa cảm xúc và lý trí, giữa ký ức và nỗi niềm hiện thực, giữa những điều đã qua và những gì còn lại của Hà Nội, của tâm cảm một người nhạc sĩ lão thành đã dành trọn cuộc đời cho sự nghiệp văn nghệ".

## Thu âm
Người đầu tiên thể hiện nhạc phẩm "Hướng về Hà Nội" là ca sĩ Kim Tước, sau đó là Thái Thanh, Ngọc Bảo, Duy Trác thời Việt Nam Cộng hòa. Hồng Nhung thu âm và đưa ca khúc vào trong album phòng thu đầu tay, Đoản khúc thu Hà Nội (1997). Sau đó đến các nữ ca sĩ Ánh Tuyết, Lê Hằng, Khánh Hà, Thanh Hằng, Lệ Thu, Khánh Ly. Các giọng nam bao gồm NSND Trần Hiếu, NSND Quang Thọ, NSƯT Quốc Hưng, Phạm Văn Giáp.

## Biểu diễn trực tiếp
Năm 2010, Nguyên Thảo trình diễn trong chương trình Điều còn mãi. Năm 2014, nhân dịp kỷ niệm 60 năm Quân đội Việt Minh tiếp quản Hà Nội, nghệ sĩ cello Đinh Hoài Xuân đã thể hiện màn độc tấu trên nền nhạc do Lưu Hà An chuyển thể. Năm 2015, ca sĩ Minh Đức ra mắt video ca nhạc "Hướng về Hà Nội", trình diễn ca khúc trên nền giọng bass. Đây cũng là video ca nhạc đầu tiên có mặt của nhạc sĩ Hoàng Dương với vai trò diễn viên kiêm tác giả. Bài hát cũng từng được NSND Thanh Lam trình diễn trong "đêm nhạc Hoàng Dương 2012" và chương trình Giai điệu tự hào của Đài Truyền hình Việt Nam năm 2014. Cuối năm 2023, "Hướng về Hà Nội" được nhạc công đàn cello Phan Đỗ Phúc biểu diễn cùng với dàn nhạc giao hưởng trong buổi biểu diễn Hà Nội Concert – Nỗi nhớ mùa thu của Đài Phát thanh - Truyền hình Hà Nội.